# Wiedeńska Umowa Językowa
Wiedeńska Umowa Językowa (serb.-chorw. Bečki književni dogovor) – podpisany 28 marca 1850 w Wiedniu wspólny dokument, będący porozumieniem chorwackich i serbskich pisarzy, uczonych oraz działaczy narodowych w zakresie standaryzacji języka literackiego Chorwatów i Serbów. Jest uważany za początek języka serbsko-chorwackiego.

## Sygnatariusze
Sygnatariuszami umowy byli najważniejsi XIX-wieczni przedstawiciele chorwackiego, serbskiego i słoweńskiego świata lingwistycznego:
- Chorwaci: Dimitrije Demeter, Ivan Kukuljević Sakcinski, Ivan Mažuranić, Vinko Pacel(inne języki), Stefan Pejaković,
- Serbowie: Đura Daničić, Vuk Stefanović Karadžić,
- Słoweniec: Franc Miklošič (choć nie reprezentował bezpośrednio zainteresowanych, to jednak był cieszącym się powszechnym uznaniem językoznawcą habsburskim, profesorem i rektorem Uniwersytetu w Wiedniu oraz posłem do Reichstagu)[1].

## Treść i charakter
Umowa zaczyna się następującym zwrotem:
Niżej podpisani wiedząc, że jeden naród powinien mieć jedną literaturę (…) zebraliśmy się dnia dzisiejszego, żeby porozmawiać, jak w kontekście literatury moglibyśmy się pogodzić i pojednać.
W tekście dokumentu ani razu nie padła jakakolwiek propozycja nazwy dla nowego języka, mającego pomagać współtworzenie, w duchu ideologii iliryjskiej, jednego, wspólnego, południowosłowiańskiego narodu. Na jego określenie padają jedynie zaimki „my”, „swój”, czy „nasz”. Tworzenie postulowanego języka motywowano koniecznością narodową. Naród południowosłowiański winien posiadać jedną literaturę i jeden język literacki, chroniący przed ewentualną dezintegracją. Celowy lub przypadkowy brak nacisku na forsowanie nazwy pozwolił uniknąć partykularnej nacjonalizacji nowego tworu, co sprzyjało niwelowaniu barier komunikacyjnych i okazało się bardzo korzystne, zwłaszcza w obliczu faktu, że miał to być język wspólny dla Chorwatów, Czarnogórców, muzułmanów z Bośni i Hercegowiny oraz prawosławnych Serbów.
Jako dialektalną bazę budowanego języka twórcy przyjęli subdialekt określony przez dialektologów jako „nowosztokawski wariant wschodniohercegowiński w wymowie ijekawskiej”, czego głównym zwolennikiem był Vuk Karadžić. Z czasem Chorwaci nazwali go „hrvatskosrpskim” lub „hrvatski ili srpski”, Serbowie i Czarnogórcy „srpskohrvatskim” (czasami „srpski ili hrvatski”), natomiast Bośniacy stosowali nazwę „srpskohrvatski / hrvatskosrpski”, „hrvatskosrpski / srpskohrvatski” lub „bosanskohercegovački književnojezički izraz”. Potocznie mówiono najczęściej „srpski” lub „hrvatski”, czasami „bosanski”.

## Implementacja

Język serbsko-chorwacki, którego historię zapoczątkowano umową

Umowa początkowo funkcjonowała jedynie na papierze. Jej elementy zaczęto przyjmować począwszy od lat 60. XIX w. w szkolnictwie i administracji (m.in. na terenie Czarnogóry). Do pełnej integracji nie doszło jednak nigdy, np. w Chorwacji obowiązywał „Pravopis hrvatskoga ili srpskoga jezika”, napisany przez Dragutina Boranicia, a w Czarnogórze „Pravopis srpskohrvatskog književnog jezika” serbskiego lingwisty, Aleksandra Belicia, co wskazywało na to, iż realizacja postanowień umowy wiedeńskiej była iluzoryczna (oba słowniki realizowały różną koncepcję wspólnego języka). W drugiej połowie XIX wieku Serbowie i Chorwaci byli ciągle politycznie rozbici i ulegali różnym wpływom zewnętrznym (Austro-Węgry oraz Turcja). W obu krajach, głównie w Chorwacji funkcjonowały szkoły filologiczne przeciwne lingwistycznym porozumieniom.
Według niektórych badaczy języka, umowa była przykładem praktycznej realizacji XIX-wiecznych nastrojów nacjonalistycznych w okresie politycznych antyhabsburskich, jak również antyosmańskich ruchów na Bałkanach i wiary w bardzo istotną, kulturową rolę języka, jako czynnika narodowo- i państwowotwórczego. Wychodziła naprzeciw silnym tendencjom zjednoczeniowym części przedstawicieli narodów bałkańskich.
Po II wojnie światowej polityka językowa komunistycznej Jugosławii opierała się na zasadniczym dogmacie jedności językowej, skodyfikowanej w 1954 umową nowosadzką.
Tekst umowy po polsku opublikował Henryk Jaroszewicz w pracy „Jugosłowiańskie spory o status języka serbsko-chorwackiego w latach 1901–1991” (Wrocław, 2006).